# Bordairrace
Die Bordairrace-Serie ist eine Rennserie im Biwakfliegen mit Gleitschirmen. Die Serie wurde zum ersten Mal 2008 in Werfenweng von Helmut Eichholzer in Anlehnung an die bayrischen Crossalps ausgetragen. Seitdem werden pro Saison zwei bis fünf Rennen ausgetragen.
Bis einschließlich Saison 2016 lautete der Name des Bewerbes Bordairline.
Das Veranstaltungsteam besteht derzeit aus den beiden Österreichern Thomas Hofbauer und Willi Ludwig.

## Der Wettkampf
Alle Teilnehmer starten zur gleichen Zeit und müssen innerhalb von 33 Stunden so weit wie möglich vom Start weg und wieder ins Ziel zurückkehren. Dabei ist die Fortbewegung lediglich per Gleitschirm oder zu Fuß erlaubt.

### Regeln
Als zurückgelegte Strecke wird die Luftlinie vom Startpunkt zum Wendepunkt (weitest entfernter Punkt vom Start) zum Endpunkt (Position bei Bewerbende) bewertet.
Sollte der Fluganteil kleiner als 20 % sein, wird die zurückgelegte Strecke auf das Fünffache der Gesamtflugstrecke reduziert.
Den Teilnehmern, die es bis Bewerbende nicht zurück geschafft haben, wird von der zurückgelegten Strecke die verbleibende Entfernung (Luftlinie) vom Endpunkt zum Zielpunkt abgezogen.
Teilnehmer, die es in der 33-Stunden-Frist wieder zum Start-/Zielpunkt zurück schaffen, werden zusätzlich mit einem Bonus von 20 % belohnt.

### Wertungsklassen
Bei den einzelnen Rennen gibt es folgende Wertungsklassen: 
- Solo allgemein
- Solo Fun (Gleitschirm bis EN-B),
- Damen (bei mehr als 3 Teilnehmerinnen)
- Tandem
- Rookie (teilnehmen können alle, die in der Saison das erste Mal dabei sind oder sich noch nie unter den Top-10 platzieren konnten)
- Unsupported (wie Solo allgemein, aber es ist kein Supporter erlaubt)
- Masterclass (für Athleten, die zumindest 50 Jahre alt sind – wird seit 2023 ausgetragen)

### Auswertung
Über die mitgeführten GNSS-Logger wird die Strecke dokumentiert und kann inzwischen über das Live-Tracking rund um die Uhr im Internet mitverfolgt werden.

## Ergebnisse

### 2008
| Austragungsort | Kategorie      | Sieger                         | Zweiter                         | Dritter         |
| -------------- | -------------- | ------------------------------ | ------------------------------- | --------------- |
| Werfenweng     | Solo allgemein | Helmut Eichholzer              | Christian Amon                  | Stefan Sindelka |
| Werfenweng     | Tandem         | Josef Rebernig Michael Kreuzer | Josef Bamberger Peter Fahringer | —               |

### 2009
| Austragungsort     | Kategorie      | Sieger                             | Zweiter                       | Dritter                            |
| ------------------ | -------------- | ---------------------------------- | ----------------------------- | ---------------------------------- |
| Crossalps Hochries | Solo allgemein | Paul Guschlbauer                   | Toni Patt                     | Lars Budack                        |
| Locarno            | Solo allgemein | Paul Guschlbauer                   | Herbert Tamegger              | Georg Schreder                     |
| Lienz              | Solo allgemein | Hermann Jakob                      | Lars Budack                   | Alois Resinger                     |
| Lienz              | Tandem a       | Christian Reinegger Thomas Wallner | Stefan Wiebel Robert Hörferer | Albert Lukasser Norbert Oberhammer |
| Gesamt             | Solo allgemein | Paul Guschlbauer                   | Lars Budack                   | Herbert Tamegger                   |

### 2010
| Austragungsort     | Kategorie      | Sieger           | Zweiter          | Dritter             |
| ------------------ | -------------- | ---------------- | ---------------- | ------------------- |
| Locarno            | Solo allgemein | Chrigel Maurer   | Robert Heim      | Martin Steinbichler |
| Crossalps Hochries | Solo allgemein | Chrigel Maurer   | Paul Guschlbauer | Robert Heim         |
| Lungau             | Solo allgemein | Paul Guschlbauer | Hannes Sattner   | Thomas Hofbauer     |

### 2011
| Austragungsort | Kategorie      | Sieger           | Zweiter         | Dritter        |
| -------------- | -------------- | ---------------- | --------------- | -------------- |
| Interlaken     | Solo allgemein | Thomas Hofbauer  | Chrigel Maurer  | Gerald Gold    |
| Werfenweng     | Solo allgemein | Thomas Hofbauer  | Max Mittmann    | Chrigel Maurer |
| Radsberg       | Solo allgemein | Paul Guschlbauer | Thomas Hofbauer | Robert Heim    |
| Radsberg       | Tandem         | Chrigel Maurer   | Martin Graf     | —              |
| Gesamt         | Solo allgemein | Thomas Hofbauer  | Martin Gruber   | Gerald Gold    |

### 2012
| Austragungsort | Kategorie      | Sieger            | Zweiter          | Dritter         |
| -------------- | -------------- | ----------------- | ---------------- | --------------- |
| Virgen         | Solo allgemein | Thomas Hofbauer   | Andy Frötscher   | Lars Budack     |
| Lungau         | Solo allgemein | Michael Schneider | Paul Guschlbauer | Thomas Hofbauer |
| Interlaken     | Solo allgemein | Chrigel Maurer    | Max Mittmann     | Gerald Gold     |
| Altaussee      | Solo allgemein | Chrigel Maurer    | Robert Heim      | Thomas Hofbauer |
| Gesamt         | Solo allgemein | Thomas Hofbauer   | Lars Budack      | Chrigel Maurer  |

### 2013
| Austragungsort | Kategorie      | Sieger           | Zweiter           | Dritter         |
| -------------- | -------------- | ---------------- | ----------------- | --------------- |
| Radsberg       | Solo allgemein | Christian Grohs  | Sebastian Gruber  | Thomas Hofbauer |
| Präbichl       | Solo allgemein | Sebastian Gruber | Michael Schneider | Martin Gruber   |
| Gstaad         | Solo allgemein | Chrigel Maurer   | Sebastian Gruber  | Christian Grohs |
| Tolmin         | Solo allgemein | Martin Gruber    | Zlatko Koren      | Thomas Hofbauer |

### 2014
| Austragungsort | Kategorie      | Sieger           | Zweiter         | Dritter          |
| -------------- | -------------- | ---------------- | --------------- | ---------------- |
| Levico Terme   | Solo allgemein | Simon Oberrauner | Sebastian Huber | Gerald Gold      |
| Levico Terme   | Damen          | Yvonne Dathe     | Lisa Bauer      | Vera Polaschegg  |
| Badaussee      | Solo allgemein | Willi Ludwig     | Zlatko Koren    | Simon Oberrauner |
| Lungau         | Solo allgemein | Sebastian Huber  | Thomas Hofbauer | Willi Ludwig     |
| Gesamt         | Solo allgemein | Sebastian Huber  | Thomas Hofbauer | Willi Ludwig     |
| Gesamt         | Damen          | Vera Polaschegg  | Lisa Bauer      | Yvonne Dathe     |

### 2015
| Austragungsort | Kategorie      | Sieger           | Zweiter        | Dritter            |
| -------------- | -------------- | ---------------- | -------------- | ------------------ |
| Radsberg       | Solo allgemein | Thomas Hofbauer  | Egon Haberler  | Simeon Klokocovnik |
| Kössen         | Solo allgemein | Simon Oberrauner | Lars Budeck    | Andy Frötscher     |
| Donnersbach    | Solo allgemein | Simon Oberrauner | Martin Gruber  | Michael Zenker     |
| Gesamt         | Solo allgemein | Simon Oberrauner | Rupert Stadler | Willi Ludwig       |

### 2016
| Austragungsort | Kategorie      | Sieger           | Zweiter          | Dritter           |
| -------------- | -------------- | ---------------- | ---------------- | ----------------- |
| Hohe Wand      | Solo allgemein | Thomas Hofbauer  | Simon Oberrauner | Michael Schneider |
| Tolmin         | Solo allgemein | Simon Oberrauner | Pascal Purin     | Robert Heim       |
| Altaussee      | Solo allgemein | Simon Oberrauner | Thomas Hofbauer  | Daniel Renner     |
| Goldeck        | Solo allgemein | Simon Oberrauner | Thomas Hofbauer  | Daniel Renner     |
| Levico Terme   | Solo allgemein | Ivan Centa       | Simon Oberrauner | Gerald Gold       |
| Gesamt         | Solo allgemein | Simon Oberrauner | Thomas Hofbauer  | Willi Ludwig      |

### 2017
| Austragungsort      | Kategorie      | Sieger           | Zweiter         | Dritter         |
| ------------------- | -------------- | ---------------- | --------------- | --------------- |
| Chiemsee Kampenwand | Solo allgemein | Chrigel Maurer   | Manuel Nübel    | Gerald Gold     |
| Chiemsee Kampenwand | Damen          | Christin Kirst   | Monika Jakobi   | Lisa Bauer      |
| Dachstein           | Solo allgemein | Markus Gappmaier | Markus Anders   | Daniel Oberauer |
| Dachstein           | Damen          | Elisabeth Seibt  | Christin Kirst  | Vera Polaschegg |
| Kössen              | abgesagt       | abgesagt         | abgesagt        | abgesagt        |
| Gesamt              | Solo allgemein | Markus Anders    | Lars Budack     | Gerald Gold     |
| Gesamt              | Damen          | Christin Kirst   | Elisabeth Seibt | Monika Jakobi   |

### 2018
| Austragungsort Datum              | Kategorie      | Sieger           | Zweiter              | Dritter          |
| --------------------------------- | -------------- | ---------------- | -------------------- | ---------------- |
| Chiemsee Kampenwand 21.–22. April | Solo allgemein | Ferdinand Vogel  | Philipp Berger       | Simon Oberrauner |
| Chiemsee Kampenwand 21.–22. April | Damen          | Elisabeth Seibt  | Abeltje Tromp        | Dörte Dammann    |
| Chiemsee Kampenwand 21.–22. April | Rookie         | Julian Lange     | Patrick Sieber       | Lukas Thöni      |
| Schöckl 26.–27. Mai               | Solo allgemein | Markus Anders    | Philipp Berger       | Thomas Friedrich |
| Schöckl 26.–27. Mai               | Rookie         | Andreas Viehböck | Markus Griesberger   | Lukas Thöni      |
| Kössen 7.–8. Juli                 | Solo allgemein | Markus Anders    | Kilian Hallweger     | Daniel Renner    |
| Kössen 7.–8. Juli                 | Damen          | Elisabeth Seibt  | Magdalena Schlechter | Monika Egger     |
| Kössen 7.–8. Juli                 | Rookie         | Roberto La Spina | James Hope-Lang      | Fabian Reichholf |
| Gesamt                            | Solo allgemein | Markus Anders    | Daniel Renner        | Philipp Berger   |
| Gesamt                            | Damen          | Elisabeth Seibt  | Dörte Dammann        | Alexandra Teufel |
| Gesamt                            | Rookie         | Andreas Viehböck | James Hope-Lang      | Lukas Thöni      |

### 2019
| Austragungsort Datum           | Kategorie      | Sieger                                     | Zweiter                                    | Dritter           |
| ------------------------------ | -------------- | ------------------------------------------ | ------------------------------------------ | ----------------- |
| Chiemsee Kampenwand 1.–2. Juni | Solo allgemein | Thomas Friedrich                           | Dominika Kasieczko                         | Andreas Viehböck  |
| Chiemsee Kampenwand 1.–2. Juni | Solo Fun       | Gerhard Neuhold                            | Andreas Egger                              | Daniel Guttenberg |
| Chiemsee Kampenwand 1.–2. Juni | Damen          | Dominika Kasieczko                         | Elisabeth Seibt                            | Aline Schäfer     |
| Chiemsee Kampenwand 1.–2. Juni | Rookie         | Andreas Viehböck                           | Marius Wigge                               | Gerhard Neuhold   |
| Montafon 21.–22. Juni          | Solo allgemein | Markus Anders                              | Philipp Berger                             | Thomas Friedrich  |
| Montafon 21.–22. Juni          | Solo Fun       | Daniel Renner                              | Willi Ludwig                               | Till Godbrath     |
| Montafon 21.–22. Juni          | Rookie         | Maurice Koller                             | Maximilian Lorenz                          | Christoph Bolz    |
| Altaussee 24.–25. August       | Solo allgemein | Daniel Oberauer                            | Dominik Asteiner                           | Fabian Reichholf  |
| Altaussee 24.–25. August       | Solo fun       | Daniel Renner                              | Matthias Helm                              | Arno Flitsch      |
| Altaussee 24.–25. August       | Rookie         | Fabian Reichholf                           | Maurice Koller                             | Arno Flitsch      |
| Gesamt                         | Solo allgemein | Gerald Gold                                | Maurice Koller                             | Thomas Friedrich  |
| Gesamt                         | Solo fun       | Daniel Renner                              | Arno Flitsch                               | Matthias Helm     |
| Gesamt                         | Damen          | Julia Jauß ex aequo mit Dominika Kasieczko | Julia Jauß ex aequo mit Dominika Kasieczko | Elisabeth Seibt   |
| Gesamt                         | Rookie         | Maurice Koller                             | Christoph Bolz                             | Arno Flitsch      |

### 2020
| Austragungsort Datum    | Kategorie      | Sieger              | Zweiter           | Dritter             |
| ----------------------- | -------------- | ------------------- | ----------------- | ------------------- |
| Hochschwab 4.–5. Juli   | Solo allgemein | Simon Oberrauner    | Lars Budack       | Helmut Schrempf     |
| Hochschwab 4.–5. Juli   | Solo Fun       | Horst Altmann       | Daniel Renner     | Markus Waltl        |
| Hochschwab 4.–5. Juli   | Damen          | Aline Schäfer       | Elisa Deutschmann | Julia Jauß          |
| Hochschwab 4.–5. Juli   | Rookie         | Helmut Schrempf     | David Hasko       | Niclas Gössele      |
| Schöckl 5.–6. September | Solo allgemein | Simon Oberrauner    | Andreas Viehböck  | Thomas Friedrich    |
| Schöckl 5.–6. September | Solo Fun       | Daniel Renner       | Horst Altmann     | Moritz Kampelmühler |
| Schöckl 5.–6. September | Rookie         | Michael Grünebach   | Oliver Teubert    | Moritz Kampelmühler |
| Gesamt                  | Solo allgemein | Simon Oberrauner    | Andreas Viehböck  | Thomas Friedrich    |
| Gesamt                  | Solo fun       | Horst Altmann       | Daniel Renner     | Moritz Kampelmühler |
| Gesamt                  | Damen          | Anna Schüller       | Aline Schäfer     | Elisa Deutschmann   |
| Gesamt                  | Rookie         | Moritz Kampelmühler | Markus Waltl      | David Hasko         |

### 2021
| Austragungsort Datum   | Kategorie      | Sieger           | Zweiter              | Dritter              |
| ---------------------- | -------------- | ---------------- | -------------------- | -------------------- |
| Sillian 5.–6. Juni     | Solo allgemein | Fabian Reichholf | Andreas Viehböck     | Markus Anders        |
| Sillian 5.–6. Juni     | Solo Fun       | René Aglas       | Aleksandr Vikulin    | Daniel Renner        |
| Sillian 5.–6. Juni     | Damen          | Celine Lorenz    | Julia Jauß           | Nadine Beck          |
| Sillian 5.–6. Juni     | Tandem         | Thomas Hofbauer  | Anton Hofmann        | Andreas Grünbacher   |
| Sillian 5.–6. Juni     | Rookie         | René Aglas       | Aleksandr Vikulin    | Celine Lorenz        |
| Wildschönau 3.–4. Juli | Solo allgemein | Markus Waltl     | Fabian Reichholf     | Manuel Bauer         |
| Wildschönau 3.–4. Juli | Solo Fun       | René Aglas       | Dominik Brandstetter | Marwin Frauenlob     |
| Wildschönau 3.–4. Juli | Damen          | Lisa Bauer       | Dörte Dammann        | Celine Lorenz        |
| Wildschönau 3.–4. Juli | Rookie         | Manuel Bauer     | René Aglas           | Florian Epple        |
| Gesamt                 | Solo allgemein | Fabian Reichholf | René Aglas           | Markus Waltl         |
| Gesamt                 | Solo fun       | René Aglas       | Horst Altmann        | Dominik Brandstetter |
| Gesamt                 | Damen          | Celine Lorenz    | Dörte Dammann        | Julia Jauß           |
| Gesamt                 | Tandem         | Thomas Hofbauer  | Anton Hofmann        | Andreas Grünbacher   |
| Gesamt                 | Rookie         | René Aglas       | Florian Epple        | Dominik Brandstetter |

### 2022
| Austragungsort Datum              | Kategorie      | Sieger           | Zweiter           | Dritter            |
| --------------------------------- | -------------- | ---------------- | ----------------- | ------------------ |
| Altaussee / Loser 7.–8. Mai       | Solo allgemein | Christian Schugg | Simon Oberrauner  | Thomas Friedrich   |
| Altaussee / Loser 7.–8. Mai       | Solo fun       | Daniel Renner    | Andreas Pranzl    | Lorenz Hüper       |
| Altaussee / Loser 7.–8. Mai       | Damen          | Dörte Dammann    | Elisa Deutschmann | Christin Kirst     |
| Altaussee / Loser 7.–8. Mai       | Rookie         | Christian Schugg | Patrick von Känel | Andreas Pranzl     |
| Altaussee / Loser 7.–8. Mai       | Unsupported    | Simon Oberrauner | Philip Brugger    | Florian Grillitsch |
| Garmisch-Partenkirchen 4.–5. Juni | Solo allgemein | Gerald Gold      | Christian Schugg  | Julian Schweizer   |
| Garmisch-Partenkirchen 4.–5. Juni | Solo fun       | Alexander Koller | Lorenz Hüper      | Arnold Lesnik      |
| Garmisch-Partenkirchen 4.–5. Juni | Damen          | Celine Lorenz    | Aline Schäfer     | Lisa Bauer         |
| Garmisch-Partenkirchen 4.–5. Juni | Tandem         | Thomas Hofbauer  | Lisa Bauer        | Christoph Schmid   |
| Garmisch-Partenkirchen 4.–5. Juni | Rookie         | Christian Schugg | Maximilian Loidl  | Michal Radzicki    |
| Garmisch-Partenkirchen 4.–5. Juni | Unsupported    | Daniel Oberauer  | Kai Nowak         | Arnold Lesnik      |
| Bergen 2.–3. Juli                 | Solo allgemein | Christian Schugg | Maurice Koller    | Lars Budack        |
| Bergen 2.–3. Juli                 | Solo fun       | Alexander Koller | Alexander Korn    | Aline Schäfer      |
| Bergen 2.–3. Juli                 | Damen          | Aline Schäfer    | Anna Berger       | Dörte Dammann      |
| Bergen 2.–3. Juli                 | Tandem         | Andreas Huber    | Matthias Guthörl  | Thomas Hofbauer    |
| Bergen 2.–3. Juli                 | Rookie         | Christian Schugg | Alexander Koller  | Jakob Schrödel     |
| Bergen 2.–3. Juli                 | Unsupported    | Lars Budack      | Daniel Oberauer   | Oliver Teubert     |
| Gesamt                            | Solo allgemein | Christian Schugg | Julian Schweizer  | Daniel Oberauer    |
| Gesamt                            | Solo fun       | Christian Schugg | Julian Schweizer  | Daniel Oberauer    |
| Gesamt                            | Damen          | Dörte Dammann    | Aline Schäfer     | Anna Berger        |
| Gesamt                            | Tandem         | Thomas Hofbauer  | Lisa Bauer        | Andreas Huber      |
| Gesamt                            | Rookie         | Christian Schugg | Alexander Koller  | Gregor Liebisch    |
| Gesamt                            | Unsupported    | Daniel Oberauer  | Oliver Teubert    | Kai Novak          |

### 2023
2023 wird zum ersten Mal die österreichische Meisterschaft (ÖM) im Hike and Fly ausgetragen. Dazu wurden die Ergebnisse der Bordairrace Serie und des X-Race kombiniert.
| Austragungsort Datum   | Kategorie          | Sieger                                           | Zweiter                                          | Dritter              |
| ---------------------- | ------------------ | ------------------------------------------------ | ------------------------------------------------ | -------------------- |
| Kössen 3.–4. Mai       | Allgemein          | Nicola Heininger ex aequo mit · Lars Meerstetter | Nicola Heininger ex aequo mit · Lars Meerstetter | Christian Schrugg    |
| Kössen 3.–4. Mai       | Fun                | Horst Altmann                                    | David Astl                                       | Karl Simon Adlberger |
| Kössen 3.–4. Mai       | Rookie             | Nicola Heininger ex aequo mit · Lars Meerstetter | Nicola Heininger ex aequo mit · Lars Meerstetter | Lorenz Berker        |
| Kössen 3.–4. Mai       | Unsupported        | Falco Staps                                      | Oliver Teubert                                   | Oliver Steinigen     |
| Kössen 3.–4. Mai       | Masterclass        | Alois Resinger                                   | Oliver Teubert                                   | Horst Altmann        |
| Kössen 3.–4. Mai       | ÖM im Hike and Fly | David Hasko                                      | Alexander Koller                                 | Daniel Oberauer      |
| Kössen 3.–4. Mai       | Damen              | Christin Kirst                                   | Elisa Deutschmann                                | Dörte Dammann        |
| Pfunds 1.–2. Juli      | Allgemein          | Markus Waltl                                     | Gerald Gold                                      | Alexander Koller     |
| Pfunds 1.–2. Juli      | Fun                | Karl Simon Adlberger                             | Daniel Kreuzer                                   | Andreas Pranzl       |
| Pfunds 1.–2. Juli      | Rookie             | Karl Simon Adlberger                             | Daniel Kreuzer                                   | Jakob Sturm          |
| Pfunds 1.–2. Juli      | Unsupported        | Markus Waltl                                     | Oliver Teubert                                   | Oliver Steinigen     |
| Pfunds 1.–2. Juli      | Masterclass        | Oliver Teubert                                   | Till Gottbrath                                   | Willi Wieser         |
| Pfunds 1.–2. Juli      | ÖM im Hike and Fly | Markus Waltl                                     | Gerald Gold                                      | Alexander Koller     |
| Pfunds 1.–2. Juli      | Damen              | Christin Kirst                                   | Dörte Dammann                                    | —                    |
| Aflenz 2.–3. September | Allgemein          | Simon Oberrauner                                 | Markus Waltl                                     | Bastian Herold       |
| Aflenz 2.–3. September | Fun                | Alexander Korn                                   | Christiaan Durrant                               | Horst Altman         |
| Aflenz 2.–3. September | Rookie             | Bastian Herold                                   | Peter Steinberger                                | Karl Simon Adlberger |
| Aflenz 2.–3. September | Tandem             | Moritz Kampelmühler                              | —                                                | —                    |
| Aflenz 2.–3. September | Unsupported        | Bastian Herold                                   | Peter Steinberger                                | Alexander Korn       |
| Aflenz 2.–3. September | Masterclass        | Christiaan Durrant                               | Oliver Teubert                                   | Horst Altman         |
| Aflenz 2.–3. September | ÖM im Hike and Fly | Simon Oberrauner                                 | Markus Waltl                                     | Alexander Koller     |
| Aflenz 2.–3. September | Damen              | Dörte Dammann                                    | Ulrike Hofbauer                                  | —                    |
| Gesamt                 | Allgemein          | Alexander Koller                                 | Markus Waltl                                     | Gerald Gold          |
| Gesamt                 | Fun                | Karl Simon Adlberger                             | Daniel Kreuzer                                   | Horst Altmann        |
| Gesamt                 | Rookie             | Bastian Herold                                   | Karl Simon Adlberger                             | Daniel Kreuzer       |
| Gesamt                 | Tandem             | Moritz Kampelmühler                              | —                                                | —                    |
| Gesamt                 | Unsupported        | Bastian Herold                                   | Oliver Teubert                                   | Oliver Steinigen     |
| Gesamt                 | Masterclass        | Oliver Teubert                                   | Horst Altmann                                    | Dörte Dammann        |
| Gesamt                 | Damen              | Christin Kirst                                   | Dörte Dammann                                    | Elisa Deutschmann    |